# Deuxième circonscription d'Alaba
La deuxième circonscription d'Alaba est une des 122 circonscriptions législatives de l'État fédéré des nations, nationalités et peuples du Sud, elle se situe dans la Zone Alaba Special. Sa représentante actuelle est Haliya Shifa Fichobo.